# Toširo Mifune
Toširo Mifune (japonsko 三船 敏郎 Mifune Toshirō), japonski filmski igralec, * 1. april 1920, † 24. december 1997.
Mifune je nastopal v skoraj 170 filmih in še danes velja za najbolj poznanega japonskega filmskega igralca v zgodovini filma.

## Filmografija
- 1947 Snow Trail
- 1947 These Foolish Times - del 1 & 2
- 1948 Pijani angel
- 1949 Tihi dvoboj
- 1949 Jakoman and Tetsu
- 1949 Potepuški pes
- 1950 Escape at Dawn
- 1950 Conduct Report on Professor Ishinaka
- 1950 Škandal
- 1950 Engagement Ring
- 1950 Rašomon
- 1951 Beyond Love and Hate
- 1951 Elegy
- 1951 Idiot
- 1951 Pirates
- 1951 Meeting of the Ghost Après-Guerre
- 1951 Conclusion of Kojiro Sasaki-Duel at Ganryu Island
- 1951 The Life of a Horsetrader
- 1951 Who Knows a Woman's Heart
- 1952 Vendetta for a Samurai
- 1952 Foghorn
- 1952 Življenje kurtizane Oharu
- 1952 Jewels in our Hearts
- 1952 Swift Current
- 1952 The Man Who Came to Port
- 1953 My Wonderful Yellow Car
- 1953 The Last Embrace
- 1953 Love in a Teacup
- 1953 The Eagle of the Pacific
- 1954 Sedem samurajev
- 1954-56 Samurai Trilogy
  - 1954 Musashi Miyamoto
  - 1955 Duel at Ichijoji Temple
  - 1956 Duel at Ganryu Island
- 1954 The Sound of Waves
- 1954 The Black Fury
- 1955 A Man Among Men
- 1955 All is Well - del 1 & 2
- 1955 No Time for Tears
- 1955 Record of a Living Being
- 1956 Rainy Night Duel
- 1956 The Underworld
- 1956 Settlement of Love
- 1956 A Wife's Heart
- 1956 Scoundrel
- 1956 Rebels on the High Seas
- 1957 Krvavi prestol
- 1957 A Man in the Storm
- 1957 Be Happy These Two Lovers
- 1957 Yagyu Secret Scrolls - del 1
- 1957 A Dangerous Hero
- 1957 Na dnu
- 1957 Downtown
- 1958 Yagyu Secret Scrolls - del 2
- 1958 Tokyo Holiday
- 1958 Muhomatsu, The Rikshaw Man
- 1958 The Happy Pilgrimage
- 1958 All About Marriage
- 1958 Theater of Life
- 1958 Skrita trdnjava
- 1959 Boss of the Underworld
- 1959 Samurai Saga
- 1959 The Saga of the Vagabonds
- 1959 Desperado Outpost
- 1959 The Birth of Japan
- 1960 The Last Gunfight
- 1960 The Gambling Samurai
- 1960 The Storm of the Pacific
- 1960 Man Against Man
- 1960 Zli dobro spijo
- 1960 The Masterless 47 - del 1
- 1961 The Story of Osaka Castle
- 1961 The Masterless 47 - del 2
- 1961 Telesna straža
- 1961 The Youth and his Amulet
- 1962 Ánimas Trujano
- 1962 Sanjuro
- 1962 Tatsu
- 1962 Chushingura
- 1963 Wings over the Pacific
- 1963 Visoko in nizko
- 1963 Legacy of the 500,000
- 1963 The Great Thief
- 1964 Whirlwind
- 1965 Samurai Assassin
- 1965 Rdeča brada
- 1965 Sanshiro Sugata
- 1965 Retreat from Kiska
- 1965 Fort Graveyard
- 1966 Wild Goemon
- 1966 The Sword of Doom
- 1966 The Adventure of Kigan Castle
- 1966 The Mad Atlantic
- 1966 Grand Prix
- 1967 Samurai Rebellion
- 1967 The Longest Day of Japan
- 1968 The Sands of Kurobe
- 1968 Admiral Yamamoto
- 1968 Gion Festival
- 1968 Hell in the Pacific
- 1969 Samurai Banners
- 1969 5,000 Kilometers to Glory
- 1969 Battle of the Japan Sea
- 1969 Red Lion
- 1969 Band of Assassins
- 1970 Zatoichi Meets Yojimbo
- 1970 The Ambitious
- 1970 Incident at Blood Pass
- 1970 The Walking Majo
- 1970 The Militarists
- 1971 Red Sun
- 1975 Paper Tiger
- 1975 midway
- 1977 Proof of the Man
- 1977 Japanese Godfather: Ambition
- 1977 Intrigue of the Yagyu Clan
- 1978 Dog Flute
- 1978 Lady Ogin
- 1978 Japanese Godfather: Conclusion
- 1978 The Fall of Ako Castle
- 1978 Lord Incognito
- 1979 Winter Kills
- 1979 The Adventures of Kosuke Kindaichi
- 1979 Secret Detective Investigation-Net in Big Edo
- 1979 1941
- 1981 The Bushido Blade
- 1981 Port Arthur
- 1981 Shogun
- 1981 Inchon!
- 1982 The Challenge
- 1983 Conquest
- 1983 Theater of Life
- 1983 Battle Anthem
- 1984 The miracle of Joe the Petrel]
- 1985 Legend of the Holy Woman
- 1986 Song of Genkai Tsurezure
- 1987 Shatterer
- 1987 Tora-san Goes North
- 1987 Princess from the Moon
- 1989 Demons in Spring
- 1989 Death of a Tea Master
- 1989 cf Girl
- 1991 Strawberry Road
- 1992 Helmet
- 1992 Shadow of the Wolf
- 1994 Picture Bride
- 1995 Deep River

## Televizijske vloge
- 1968 The Masterless Samurai
- 1971 Epic Chushingura
- 1972 Ronin of the Wilderness
- 1973 Yojimbo of the Wilderness
- 1976 The Sword, The Wind and the Lullaby
- 1977 Ronin in a Lawless Town
- 1978 The Spy Appears
- 1978 An Eagle in Edo
- 1979 Hideout in a Suite
- 1980 Shogun
- 1981 Sekigahara
- 1981 Bungo's Detective Notes
- 1981 The Ten Battles of Shingo
- 1981 My Daughter! Fly on the Wings of Love and Tears
- 1981 The Crescent Shaped Wilderness
- 1982 The Ronin's Path
- 1982 The Happy Yellow Handkerchief
- 1983 The Brave Man Says Little
- 1983 The Ronin's Path vol. 5
- 1983 Ronin-Secret of the Wilderness Valley
- 1984 Soshi Okita, Burning Corpse of a Sword Master
- 1984 The Burning Mountain River